# Herbert Laumen
Herbert Laumen (11 agosto 1943) è un ex calciatore tedesco, di ruolo attaccante.
Ha segnato 121 gol in Bundesliga.

## Carriera
Cominciò a 19 anni con il Borussia Mönchengladbach, contribuendo con i suoi gol alla risalita della squadra in prima divisione, raggiunta nel 1965 dopo un anno in Oberliga e due in Regionalliga. Dopo sei stagioni in Bundesliga e due scudetti si trasferì al Werder Brema abbandonando il Borussia proprio nel periodo migliore dei bianconeri. Rimase a Brema per due stagioni prima di chiudere la carriera al Kaiserslautern e infine in Francia nel Metz.

## Palmarès

### Club

#### Competizioni nazionali
- Campionato tedesco: 2

Borussia Monchengladbach: 1969-1970, 1970-1971